# Templo de las Ninfas

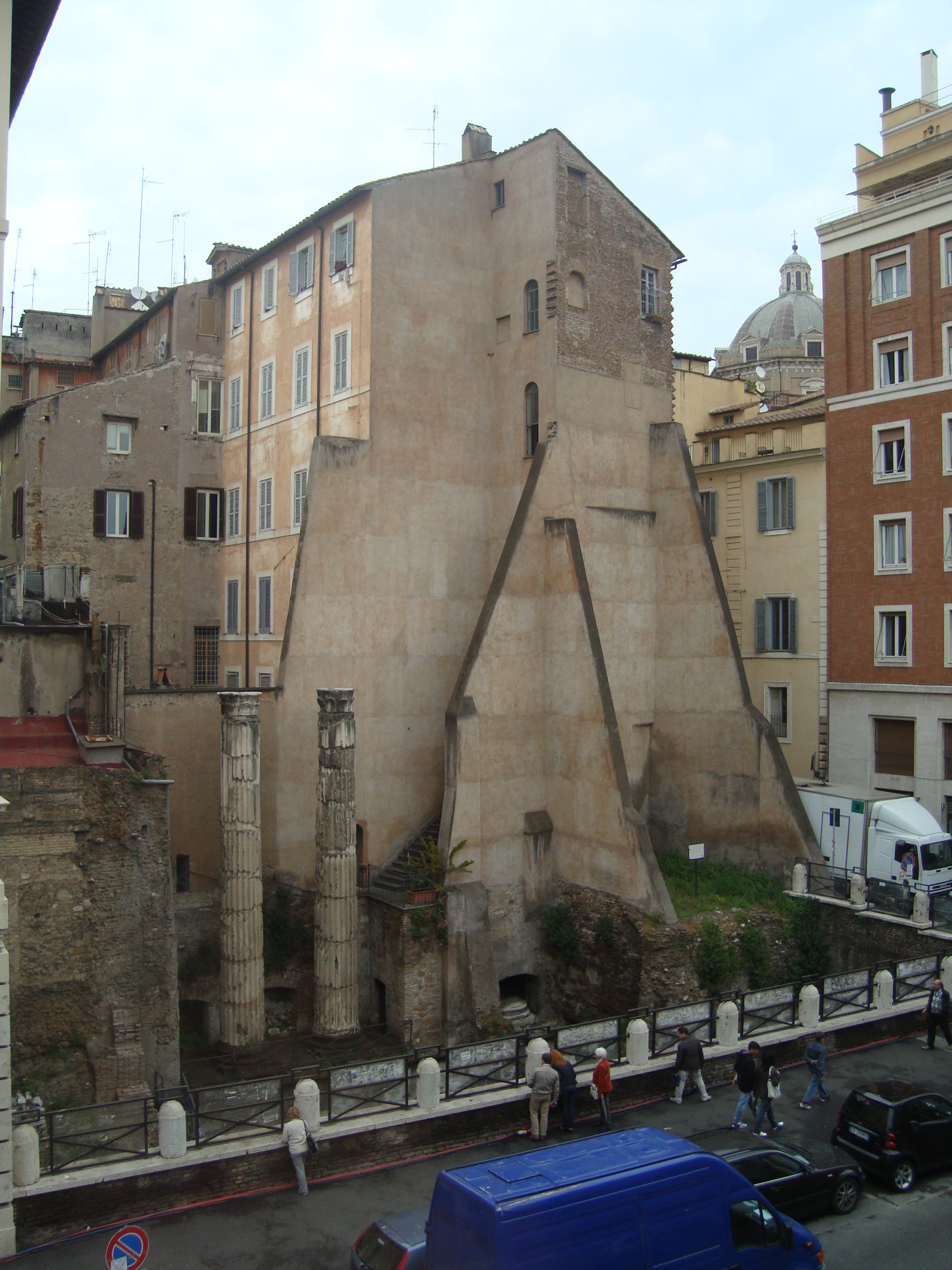
Vista de los restos del templo de las Ninfas en Roma.

El templo de las Ninfas era un templo de la Antigua Roma en Roma, dedicada a las ninfas, cuya existencia está atestiguada por fuentes antiguas, generalmente identificadas con los restos sacados a la luz a lo largo de la via delle Botteghe Oscure.
El templo debe haber sido fundado en el siglo III a. C. o a principios del siglo II a. C. Debió sufrir un incendio a mediados del siglo I a. C. y probablemente fue afectado por el incendio del Campo de Marte) en el año 80.

## Descripción
La planta del templo se conserva en un fragmento de la Forma Urbis Severiana, donde se presenta dentro del pórtico de Minucio, como un templo períptero, con 8 columnas en la fachada (octástilo) y dos hileras de 6 columnas en los lados. El templo se encontraba en una posición excéntrica con respecto al cuadripórtico, que debió construirse a su alrededor en una época posterior.
Los restos de la via delle Botteghe Oscure se encontraron en 1938 y quedaron visibles al costado de la calle moderna; dos de las columnas fueron vueltas a levantar en 1954. Estos restos permiten identificar diferentes fases de la construcción del edificio: el núcleo de opus caementicium en el interior del podio data del siglo II a. C., las basas de las columnas y las molduras del podio actualmente visibles se han fechado a mediados del siglo I a. C. y los elementos arquitectónicos de mármol, aún conservados en la zona, entre ellos un friso-arquitrabe con instrumentos sacrificales, de la época de Domiciano, quizás testimonio de una restauración tras el incendio del año 80.
Para algunos estudiosos, el templo de la via delle Botteghe Oscure debía identificarse, en cambio, con el templo de los Lari Permarini (normalmente se cree que es el templo D del área sagrada de Largo Argentina) y el cuadripórtico que lo rodeaba con el pórtico de Minucio (porticus Minucia vetus).
Si todavía hubiera estado en uso en el siglo IV, el templo se habría cerrado durante la persecución a los paganos en el Imperio romano tardío, cuando los emperadores cristianos emitieron edictos que prohibieron todos los cultos y santuarios no cristianos.